# Hahnkogel
Hahnkogel är en bergstopp i Österrike på gränsen till Slovenien. Den ligger i distriktet Villach-Land och förbundslandet Kärnten, i den sydöstra delen av landet. Toppen på Hahnkogel är 1 719 meter över havet. Över åsen där berget ingår finns en vandringsled.
Kring Hahnkogel finns kala ställen och bergsängar samt i lägre delar blandskog.